# Family Circle Cup 2014
La  Family Circle Cup 2014 è stato un torneo femminile di tennis giocato sulla terra verde. È stata la 42ª edizione della Family Circle Cup, che fa parte della categoria Premier nell'ambito del WTA Tour 2014. Si è giocato al Family Circle Tennis Center di Charleston, dal 31 marzo al 6 aprile 2014.

## Partecipanti

### Teste di serie
| Nazionalità | Giocatrice         | Ranking* | Testa di serie |
| ----------- | ------------------ | -------- | -------------- |
| Stati Uniti | Serena Williams    | 1        | 1              |
| Serbia      | Jelena Janković    | 6        | 2              |
| Italia      | Sara Errani        | 10       | 3              |
| Germania    | Sabine Lisicki     | 15       | 4              |
| Stati Uniti | Sloane Stephens    | 16       | 5              |
| Canada      | Eugenie Bouchard   | 19       | 6              |
| Australia   | Samantha Stosur    | 20       | 7              |
| Romania     | Sorana Cîrstea     | 26       | 8              |
| Rep. Ceca   | Lucie Šafářová     | 27       | 9              |
| Russia      | Marija Kirilenko   | 29       | 10             |
| Stati Uniti | Venus Williams     | 31       | 11             |
| Slovacchia  | Daniela Hantuchová | 33       | 12             |
| Russia      | Elena Vesnina      | 35       | 13             |
| Germania    | Andrea Petković    | 37       | 14             |
| Stati Uniti | Madison Keys       | 38       | 15             |
| Cina        | Zhang Shuai        | 41       | 16             |

* Le teste di serie sono basate sul ranking al 17 marzo 2014

### Altre partecipanti
Le seguenti giocatrici hanno ricevuto una wild card per il tabellone principale:
- Melanie Oudin
- Nadia Petrova
- Shelby Rogers

Le seguenti giocatrici sono passate dalle qualificazioni:

- Grace Min
- Zheng Saisai
- Alla Kudrjavceva
- Michelle Larcher de Brito
- Lesja Curenko
- Kiki Bertens
- Belinda Bencic
- Jarmila Gajdošová

## Campionesse

### Singolare
Andrea Petković ha sconfitto in finale  Jana Čepelová per 7-5, 6-2.
- È il terzo titolo in carriera per la Petković, il primo dell'anno.

### Doppio
Anabel Medina Garrigues /  Jaroslava Švedova hanno sconfitto in finale  Chan Hao-ching /  Chan Yung-jan per 7–6(4), 6-2.